# Arlington (Kansas)
Arlington és una població dels Estats Units a l'estat de Kansas. Segons el cens del 2000 tenia 459 habitants.

## Demografia
Segons el cens del 2000, Arlington tenia 459 habitants, 202 habitatges, i 136 famílies. La densitat de població era de 147,7 habitants per km².
Dels 202 habitatges en un 29,7% hi vivien nens de menys de 18 anys, en un 58,4% hi vivien parelles casades, en un 6,9% dones solteres, i en un 32,2% no eren unitats familiars. En el 30,2% dels habitatges hi vivien persones soles el 18,3% de les quals corresponia a persones de 65 anys o més que vivien soles. El nombre mitjà de persones vivint en cada habitatge era de 2,27 i el nombre mitjà de persones que vivien en cada família era de 2,82.
Per edats la població es repartia de la següent manera: un 25,3% tenia menys de 18 anys, un 4,6% entre 18 i 24, un 23,1% entre 25 i 44, un 23,5% de 45 a 60 i un 23,5% 65 anys o més.
L'edat mediana era de 41 anys. Per cada 100 dones de 18 o més anys hi havia 84,4 homes.
La renda mediana per habitatge era de 29.453 $ i la renda mediana per família de 38.571 $. Els homes tenien una renda mediana de 26.250 $ mentre que les dones 20.250 $. La renda per capita de la població era de 14.289 $. Entorn del 4,4% de les famílies i el 8,8% de la població estaven per davall del llindar de pobresa.

## Poblacions més properes
El següent diagrama mostra les poblacions més properes.